# 古文乡
古文乡，是中华人民共和国广西壮族自治区河池市大化瑶族自治县下辖的一个乡镇级行政单位。

## 行政区划
古文乡下辖以下地区：
良美村、乃良村、娅合村、义和村、茂林村、吾章村、怀雄村和觉瑞村。